# Jeremy Keenan
Jeremy Keenan (* 1945) je britský sociální antropolog. Je profesorem na SOAS, University of London. Oblasti jeho výzkumu jsou Sahara, Sahel a severní Afrika. V posledních letech publikoval několik knih o přístupu USA proti teroru v Africe, zejména ve spojení s Tuaregy, jimiž se též hojně zabývá a zkoumal je přímo v Africe především na území Alžírska.

## Dílo
- Tuaregové: lidé Ahaggaru (1977)
- V srdci Sahary: cestování s Tuaregy (2001)
- The Lesser Gods of the Sahara: Social Change and Contested Terrain Amongst the Tuareg of Algeria (2004) *
- The Dark Sahara: America's War on Terror in Africa (2009) *
- The Dying Sahara: US Imperialism and Terror in Africa (2012) *

*) knihy nebyly vydány v češtině